# Perl Mongers
Les Perl Mongers font partie de The Perl Foundation et fournissent des services aux groupes d'utilisateurs Perl. 
Les Perl Mongers ont été créés en 1998 comme organisation indépendante par brian d foy qui a formé le premier groupe d'utilisateurs Perl, les New York Perl Mongers, ou NY.pm, en 1997 à la  First O'Reilly Perl Conference (maintenant nommée OSCON).
Le ".pm" mime le rôle d'une extension de nom d'un module Perl et « Perl Mongers » est donc un rétronyme. L'idée originelle de Brian 
était de nommer le groupe par une expression rationnelle : /New York Perl M((o|u)ngers|aniacs)*/.
Peu après que NY.pm a annoncé sa formation, Chris Nandor a créé le second groupe Perl Mongers à Boston. D'autres groupes ont suivi, à  Washington, D.C., Los Angeles, et St. Louis. Dès la mi-1998, des groupes étaient formées à Atlanta, Chicago, Londres, Minneapolis, Montréal, Philadelphie, San Francisco, et Seattle. À la fin de 1998, il y avait aussi des groupes à Amsterdam, Blacksburg, Champaign, Dayton, Lisbonne, Melbourne, Pittsburgh, Rhode Island, Stockholm, Sydney, Grand Rapids et Vancouver.
À la Second O'Reilly Perl Conference en 1998, brian, David H. Adler et Adam Turoff ont aidé à créer plus  de 100 nouveaux groupes d'utilisateurs en fournissant aux gens un moyen de se connecter avec d'autres personnes dans leur région.
Les Perl Mongers fournissent des  services dont l'hébergement web, des listes de diffusion.
En 2000, les Perl Mongers ont intégré The Perl Foundation qui continue sa mission d'organisation et de services des groupes d'utilisateurs Perl. Le recensement des groupes Perl Mongers en 2005 par Dave Cross a enregistré 178 groupes actifs.
Les Mongueurs de Perl sont le groupe français des Perl Mongers.